# Godomar III
Pour les articles homonymes, voir Gondemar.
 (mars 2009).
Si vous disposez d'ouvrages ou d'articles de référence ou si vous connaissez des sites web de qualité traitant du thème abordé ici, merci de compléter l'article en donnant les références utiles à sa vérifiabilité et en les liant à la section « Notes et références ».
Godomar III ou Godemar, Godemard, ou Gondomar, est un roi des Burgondes qui régna de 524 à 534. Il est le frère du roi burgonde catholique Sigismond, et fils cadet du roi arien Gondebaud.

## Biographie
Demeuré fidèle à l'arianisme comme la majorité de son peuple à l'inverse de son frère devenu catholique, il reçoit le plein soutien de la noblesse burgonde et de l'armée, restées fidèles à l'arianisme, et même encore au paganisme. Son inaction lors de l'invasion franque en 523/24 entraîne la capture et l’assassinat de son frère Sigismond par le roi franc mérovingien Clodomir. 
Godomar III s'empare alors du pouvoir et soulève le pays contre la domination franque. Les quelques garnisons sont massacrées ce qui pousse Clodomir à revenir pour en terminer définitivement avec le royaume burgonde. Mais la situation n'est plus la même : Godomar III réunit une armée fidèle et attend les Francs à l'est de Lyon. À la bataille de Vézeronce (524), Godomar III réussit à vaincre les Francs, tandis que le roi Clodomir est tué au combat, sa tête empalée au bout d'une lance. La Burgondie gagna dix ans de survie jusqu'à la campagne décisive de 534. 
Les frères de Clodomir, Childebert Ier et Clotaire Ier, privés de l'appui de Thierry Ier, demi-frère de Clodomir et l'aîné des fils de Clovis, lié par des liens de parenté avec Sigismond dont il avait épousé la fille,  décident de marcher ensemble contre le royaume burgonde. Après une année de siège, les deux frères finissent par s'emparer d'Autun en 532 d'où Godomar parvient à s'enfuir. Après la mort de Thierry en 533, auquel succède son fils Thibert, les Francs engagent une ultime campagne qui mit fin au royaume burgonde (534).
À l'issue de cette dernière campagne, les fils de Clovis se partagent le royaume burgonde en 534, qui fut ainsi divisé : 
- Thibert, roi d'Austrasie, reçut le Nord (Langres, Besançon, Autun, Châlons, Avenches (Aventicum), Windisch (Vindonissa), Martigny (Octodurus) ;
- Childebert Ier, roi de Paris, obtint le Centre (Lyon, Mâcon, Vienne, Grenoble et peut-être Genève et la Tarentaise) ;
- Clotaire Ier, roi de Neustrie, vraisemblablement le Sud jusqu'à la Durance.

On parle désormais de la Burgondie comme d'une région au sein des royaumes francs.
Après sa défaite à Autun, Godomar III se serait réfugié dans la profonde vallée du Valgaudemar, département actuel des Hautes Alpes, à laquelle il aurait donné son nom. Son vassal, Josfredi, aurait occupé la vallée voisine au nord, le Valjouffrey (Vallis Josfredi), département de l'Isère. Ces deux vallées font partie du parc national des Écrins. Des formes dialectales d'origine burgonde  y persistent.
Godomar est également mentionné par Jean Bouchet. Le roi Clodomir aurait été tué par Godomar qu'il poursuivait lors de la guerre contre les Burgondes, puis Godomar lui-même aurait été tué par les frères de Clodomir :
« L'année après, qui fut cinq cent vingt et un, le Roi Clodomires, pour achever de détruire le sang royal de Bourgogne [...] dressa grosse armée qu'il mena en Bourgogne. Ci lui vînt au-devant le Roi Goudemar, avec si grande puissance que purent présenter ses vassaux : mais Clodomires, qui avait avec lui la puissance d'Aquitaine [...] gagna la bataille, et mis en fuite les bourguignons, et leur roi Goudemar : lequel fut suivi par Clodomires, par si grande rudesse et colère, qu'il s'éloigna trop de ses gens. Car comme il fut assez loin, le Roi Goudemar retournant sur lui, par grande fureur et indignation coucha sa lance, et abattit Clodomires, qui demeura mort en la place, et Goudemar retournant à sa fuite, se retira en sa cité d'Authun : où depuis il fut assiégé par les frères de Clodomires, et mis à mort. »
— Jean Bouchet, Annales d'Aquitaine, livre II, chapitre IV, page 68, Poitiers, 1644.
Certaines chartes disent Godomar père de Venant de Viviers.